# Храм Возрождения
Храм Возрождения (также известный как Храм ЕХБ Возрождения и народное Бежицкая церковь) — протестантский храм баптистского течения на Протестантском холме в Брянске. Одна из достопримечательностей города выполненная в стиле кирпичной готики.
Действующий Молитвенный Дом построен в 1996 году для нужд протестантской общины в Бежице и Брянске по проекту архитектора Романенко Василием Дмитриевичем взамен утраченному молитвенному дому от 1895 года.
Освящён в 1996 году. В 1977 году старая церковь фактически прекратила существование.

## История

### Предисловие
В XIX веке в связи с постепенно начинающейся промышленной революцией в посёлок Бежица стекались разные умы для организации промышленного производства в Брянске. При этом продукция заводов также стремилась покорять Европу, для чего приглашалось большое количество специалистов из Великобритании, Германии, Франции и США. Новые люди приезжали в том числе с семьями и старались по возможности благоустроить свой быт, что отразилось в архитектуре жилых зданий и религиозных зданий нынешнего Бежицкого района, города Брянска.

#### Первый Молитвенный Дом 1895-1917
В 1895 году по прошению меценатов и жителей протестантов на юге за Десной от Бежицы, в 3-ёх вёрстах на восток от села Бежичи и в 6,5 верстах от центра города Брянска. Был выдан отдалённый холм для религиозного служения протестантов-баптистов. Позже в народе из-за служителей холм стал именоваться Протестантским холмом.
Основателем Бежицкой Протестантской Церкви Евангельских Христиан Баптистов стал Даниил Мартынович Тимошенко.
Сразу, как только количество членов церкви стало расти, был арестован Даниил Мартынович Тимошенко и выслан из Бежицы. Также через какое-то время был арестован и тогдашний пресвитер Бежицкой церкви Фатеев Игнат. Его осудили "на десять лет без права переписки". У церкви появились проблемы с богослужением.

##### Церковь в Советский период 1918-1990
В 1918 году была начата политика по искоренению религиозной и буржуазной пропаганды, большевиками. В результате Бежицкая церковь была окончательно закрыта, а оставшиеся присветеры были репресированны.
Во время Второй Мировой Войны Брянск и окрестности попали под оккупацию вермахта. Это повлияло на возобновление богослужений, как в православных, так и в протестантских церквях. Последние обзавелись и новыми территориями вероисповедания на Привокзальной Слободе близ вокзала Брянск-1 и в Льговском посёлке близ станции Брянск-2. Богослужения на новых местах проходили в флигелях вокзалов и местах массового досуга.
Сегодня близ бывшей Привокзальной Слободы и на Льговской стороне Фокинского района, появились: Первая баптистская церковь города Брянска и Протестантская церковь Вознесение Христово . Вопреки прочим суждениям события Второй Мировой Войны ни как не повлияли на появление данных храмов.
После окончания войны, какое-то время религиозных служащих не трогали, но к 1950-м годам в сторону протестантов и баптистов начали идти обвинения в пособничестве оккупантам. Позже эта политика коснулась всех конфессий.
В 1964 году у подножья Протестантского холма был открыт мемориал-памятник Болгарским Патриотам, погибшим в авиакатастрофе близ Брянска 26 августа 1944 года.
В 1960-е годы, когда руководством СССР была поставлена цель в течение ближайших двадцати лет покончить в стране с религией. Не избежала этой участи и Протестанская церковь в Бежице. Первый Молитвенный Дом разрушили в 1977 году. Фото и планы здания засекречены или не сохранились.
В 1980-е годы началась политика реабилитации конфессий. Ссылаясь на опыт принуждения на оккупированных территориях Третьего Рейха бывших религиозных служащих разных христианских течений.

###### Новая Россия
В 1992 году, после падения коммунистического режима, участок на Протестантском холме по улице Бежицкой с номером 263, был возвращен конфессии. Через четыре года был возведен новый Молитвенный Дом - "Храм Возрождения". Строительство посвятили его 100-летнему юбилею Бежицкой церкви.
Новое здание церкви было построено и освящено в 1996 году архитектором Романенко Василием Дмитриевичем. Действует по сей день.
Нынешний пастор: Нешков Николай Иванович
Название нового храма - это олицетворение возвращения конфессии на историческую территорию, то есть возрождение утраченных догм.

## Архитектура
Образ здания выполнен в неоготическом, кирпичном стиле. На фасаде преобладают остроконечные стремящиеся формы в архивольтах, щепцах, витражах, порталах и лопатках. Дополняют образ кирпичные пилястры и колонны в тосканском стиле. На перемычках этажей, колокольне и пояске цоколя имеются дентикулы. Кровля выполнена в чёрной, чешуйчатой метало черепице. Венчает церковь христианский крест с позолотой.
Интерьер встречает холом с маленьким уголком истории церкви. За холом идёт зал богослужений со скамьями и доминирующим органном 1879 года на сцене для хора с кафедрой в конце зала при алтаре. Над входом зал расположен антрисольный этаж с местами и кабиной звукооператора. Двери имеют уникальный резной узор ручной работы с христианской символикой. В коридоре первого этажа, выставка уникальных картин выполненных на дереве.
Своды зала и элементы интерьера облицованы деревом. Интерьер выполнен в неоготическом стиле.
Материал храма в основном красный и бежевый силикатный кирпич.

## Мероприятия
В храме проводятся бесплатные концерты органной музыки, а также экскурсии по храму в отсутствие службы. Ещё имеется Магазин Христианской Книги с продукцией из религиозных товаров.

## Разное
- С привязкой к Храму Возрождения появилось расхожее название для фрагмента улицы Ульянова от Политехнического Колледжа (дом 39) до Храма Возрождения - "Проспект Возрождения".